# K Lierse SK
Ne pas confondre avec le KVV Lyra, club absorbé par le Lierse en 1971, ni avec le K Lyra-Lierse Berlaar (anciennement K Lyra TSV), club fondé en 1972 après la disparition de l'autre Lyra précité, ni avec le Lierse Kempenzonen (anciennement Oosterzonen Oosterwijk), club différent qui a repris les installations du Lierse après sa faillite.
Maillots
Dernière mise à jour : 26 juin 2017.
Le Koninklijke Lierse Sportkring était un club de football belge basé à Lierre, en province d'Anvers. Le club a été fondé en 1906 et joue dans les deux plus hautes divisions nationales de 1921 à sa disparition en 2018, soit un total de 94 saisons consécutives. Il portait le matricule 30.
Au cours de son Histoire, le club a décroché quatre titres de champion de Belgique, le dernier en 1997, deux Coupes de Belgique et deux Supercoupes de Belgique. Il a également remporté à deux reprises le championnat de deuxième division et a participé à onze campagnes européennes, avec pour meilleur résultat un quart de finale lors de la Coupe UEFA 1971-1972.
Le club dispute ses matches à domicile au stade Herman Vanderpoorten, surnommé 't Lisp, du nom du quartier où il est bâti. Depuis novembre 2007, le club est dirigé par Maged Samy, un homme d'affaires égyptien, également propriétaire du KV Turnhout, qui a racheté le club en payant toutes ses dettes après sa chute en Division 2 et les suites négatives de l'Affaire Ye. En 2018, évoluant en Division  1B et participant aux Play-Offs 2, le Lierse était à la recherche d'un repreneur pour épurer les dettes du club, Maged Samy ne voulant plus y invertir ses fonds. Malgré plusieurs tentatives de reprise, le mercredi 9 mai 2018, après la confirmation du refus de la licence professionnelle pour l'année 2018-2019 par le CBAS, le Lierse s'est déclaré en faillite et contraint dès lors à mettre un terme à ses activités sportives.

## Histoire

### Fondation du club (1904-1906)

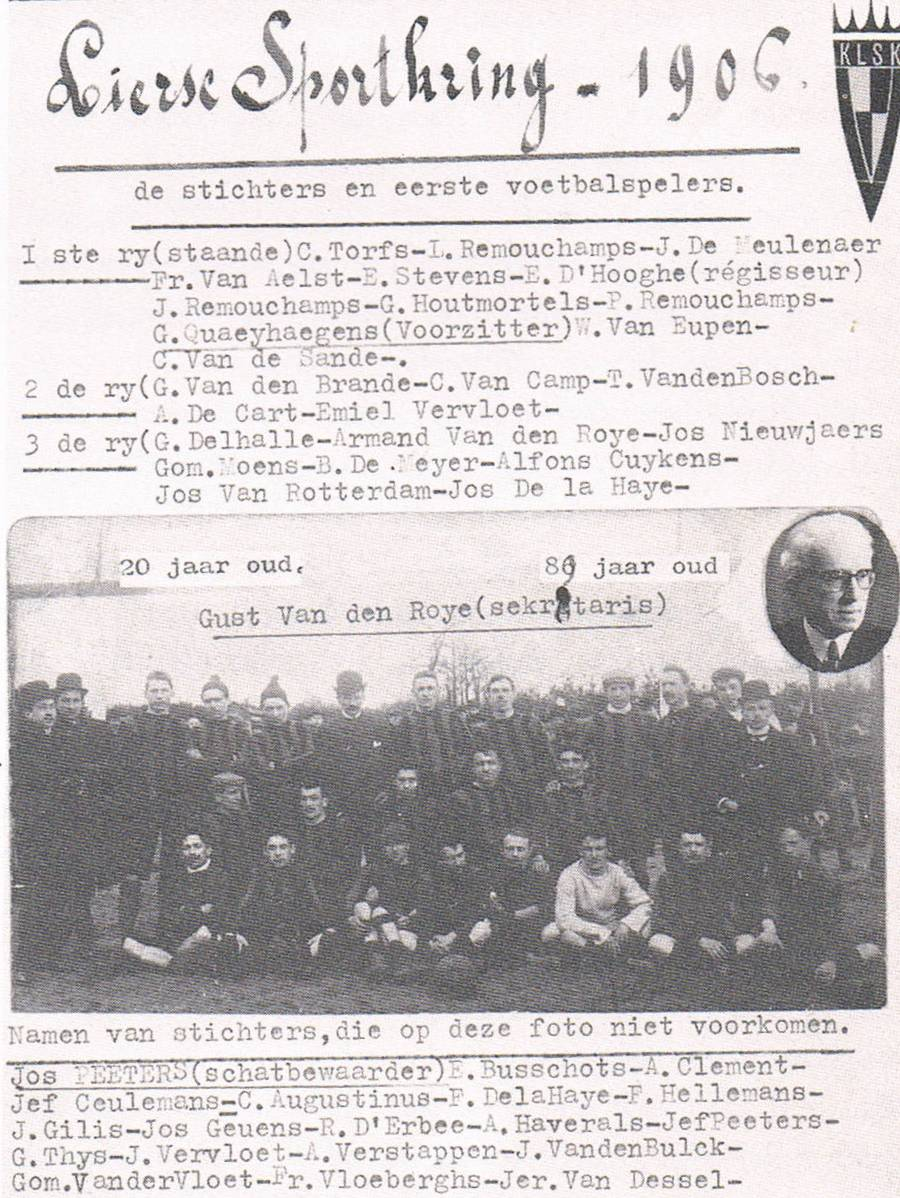
Le Lierse SK en 1906: Fondateurs et premiers joueurs

Dès 1904, le lierrois Gust Van den Roye, fasciné par le football pratiqué en Angleterre, achète un vrai ballon et un terrain au Kloosterheide, aujourd'hui un quartier résidentiel de la banlieue lierroise, pour y organiser des matches de football. Des compétitions sportives ont lieu depuis plusieurs années à cet endroit, principalement des courses pédestres et cyclistes. Mais dès l'introduction du football, l'attrait des jeunes pour ce nouveau sport est tel qu'il éclipse rapidement tous les autres.
Mais cela ne réjouit pas tout le monde dans le voisinage, à commencer par les fermiers locaux. Ceux-ci se plaignent auprès du Comte de Marnix de Sainte Aldegonde, propriétaire des lieux, de l'utilisation qui est faite de ses terrains. La police intervient pour expulser les joueurs, et leur interdit l'accès au site. Mais le Comte, intrigué par l'idée de Gust Van den Roye, invite ce dernier à lui expliquer personnellement son projet. Celui-ci se rend au rendez-vous sans grand espoir, mais finalement le Comte se montre contre toute attente particulièrement emballé. En plus d'autoriser l'utilisation du terrain par les joueurs de l'équipe de football, il promet de faire construire les commodités nécessaires autour du terrain, et demande à devenir Président d'Honneur du futur club.
Le 5 mars 1906, une réunion a lieu pour mettre en place une véritable structure et créer ainsi un club de football officiel. La première idée est de créer ce club comme une section du Liersche Turnkring, un club de gymnastique de la ville, mais elle n'obtient que peu de soutien. Le lendemain, une nouvelle réunion a lieu entre les principaux membres du club, et cette fois le club est créé en tant qu'entité à part entière, et baptisé Liersche Sportkring. Gerard Quaehaegens devient le premier président, Gust Van den Roye est nommé secrétaire, Jos Peeters est choisi comme trésorier, et le Comte de Marnix de Sainte Aldegonde devient Président d'Honneur de l'association.

### Ascension vers la Division d'Honneur (1908-1927)
Deux ans après sa fondation, le 11 août 1908, le club s'affilie à l'Union Belge des Sociétés de Sports Athlétiques, la fédération nationale. Le club dispute d'abord un championnat « juniors », qui à l'époque ne correspond pas à une catégorie d'âge mais concerne des clubs nouvellement inscrits à la fédération. Le premier match officiel du club a lieu le 4 octobre 1908 contre le Rupel Football Club, dont le résultat nous est inconnu. La saison suivante, le club dispute le championnat de troisième division régionale, le plus bas niveau de l'époque, et quatrième dans l'ordre hiérarchique national. Deux ans plus tard, le club remporte le titre dans sa série et rejoint la deuxième régionale, à savoir le plus haut niveau avant les divisions nationales. En 1912, le club déménage vers un terrain situé dans le quartier des Mollekens.
Le Lierse remporte le titre régional en 1914, ce qui le qualifie pour le tour final national, qui détermine les clubs autorisés à rejoindre la Promotion, le second niveau national de l'époque. Le club termine troisième de ce tour final, trop loin pour être promu. La Première Guerre mondiale interrompt ensuite les compétitions pendant cinq ans. Au sortir de celle-ci, le club remporte à nouveau le championnat régional, mais échoue à la deuxième place du tour final national, et manque ainsi une nouvelle fois la montée en Promotion. Finalement, après un troisième titre régional consécutif en 1921, il finit par remporter le tour final national et est admis pour la première fois de son histoire en Promotion.
Le club rejoint ainsi le Lyra TSV, un autre club de Lierre, créé en 1909, qui joue en Promotion depuis la saison précédente. Pour sa première saison en nationales, le Lierse termine à la troisième place, à égalité de points avec le RFC Liégeois, et devant le Lyra. L'année suivante, il finit sixième, à nouveau devant le club rival. À partir de la saison 1923-1924, la Promotion est divisée en deux séries pour permettre à plus de clubs d'y participer. Le Lierse termine troisième de sa série cette année-là, puis deuxième l'année suivante, un point derrière le champion, Verviers. Il joue alors un match de barrages face au Racing de Malines, deuxième de l'autre série, pour déterminer le troisième montant. Les malinois s'imposent, et privent ainsi les lierrois d'une première montée en Division d'Honneur.
À la suite des bons résultats du club, le besoin d'un véritable stade se fait sentir. C'est ainsi que le stade Herman Vanderpoorten, du nom d'un ancien bourgmestre de la ville de Lierre, est achevé durant l'été 1925. Le club s'y installe le 30 août, et ne l'a jamais quitté depuis. En décembre 1926, le club reçoit le matricule 30 de la part de l'Union Belge. Après avoir terminé à nouveau troisième en 1926, le club remporte son premier titre de Division 1 l'année suivante, le championnat ayant été rebaptisé et réduit à une seule série à la suite de la création d'un troisième niveau national, qui hérite du nom de Promotion. Pour la première fois de son Histoire, le club va disputer le championnat de Division d'Honneur, le plus haut niveau national belge.

### En route vers un premier titre national (1927-1932)
Pour leur première saison au plus haut niveau, les joueurs lierrois jouent sans complexe, et décrochent une belle cinquième place. Lors des trois saisons suivantes, le club termine dans la seconde moitié du classement, parvenant à se maintenir sans problème. Le 1er avril 1931, le Lierse est reconnu « Société Royale » et adapte son appellation officielle en Koninklijke Liersche Sportkring. Un an plus tard, c'est un autre titre que reçoit le club, celui de champion de Belgique, avec un point d'avance sur l'Antwerp. Il décroche ce trophée grâce à l'apport de son duo d'attaque constitué de Bernard Delmez, meilleur buteur de la saison avec 26 buts en autant de matches, et Bernard Voorhoof, attaquant vedette de l'équipe nationale belge, dont il est toujours co-recordman du nombre de buts inscrits (30 buts).

### Le Lierse parmi les meilleurs en Belgique (1932-1944)
Durant les saisons qui suivent son titre, le Lierse reste parmi les meilleures équipes de Belgique. Le club termine chaque saison dans le top-5, à l'exception d'une neuvième place en 1938. À deux reprises, le club termine vice-champion de Belgique, derrière l'Union en 1935, et derrière le Beerschot en 1939. Le club est en route vers un nouveau titre national lors de la saison 1939-1940, avec huit victoires sur les neuf premiers matches, et 48 buts inscrits. Mais le déclenchement de la Seconde Guerre mondiale interrompt la compétition, qui ne reprendra jamais.
La fédération organise une « compétition d'urgence » en 1940-1941, regroupant 16 clubs issus des trois divisions nationales, répartis en deux poules de huit équipes. Un tour final disputé par les quatre premiers de chaque groupe est ensuite disputé pour désigner le vainqueur de la saison. Le Lierse le remporte, mais cette saison n'est pas considérée comme officielle par l'URBSFA. Le club ne peut donc se targuer d'un nouveau titre national.
Ce n'est que partie remise pour le club lierrois. Lors de la saison suivante, un championnat officiel est de nouveau organisé. Cette fois, le Lierse prend sa revanche sur le Beerschot et le devance au classement, pour décrocher son « vrai » deuxième titre de champion de Belgique. Bernard Voorhoof emmène toujours l'attaque lierroise, soutenu par le trio des milieux de terrains Karel Kiebooms, Karel Willems et Karel Klockaerts, surnommés de Drie Karels. Encore troisième, puis quatrième, les deux saisons suivantes, le club renonce à participer à la saison 1944-1945, à l'instar des autres cercles anversois, dont la région est ravagée par la Bataille de l’Escaut.

### Années difficiles, chute en deuxième division (1945-1953)
Lorsque les compétitions reprennent à la fin de la guerre, chaque club panse ses plaies et doit compter des morts, des blessés ou des disparus dans son effectif. Le Lierse est sévèrement touché, car il perd notamment son gardien Frans Christiaens, son buteur Jules Van Craen, et Frans Vervoort, un des piliers de l'équipe. En plus de cela, certains joueurs de base mettent un terme à leur carrière. Les résultats en sont directement affectés, le club doit lutter longtemps pour son maintien lors de la saison 1945-1946. L'année suivante, la fédération belge décide de ramener le nombre de clubs à la normale après avoir annulé toutes les relégations subies pendant la guerre la saison précédente. Avec 5 descendants, le Lierse fait partie des menacés, mais parvient à éviter la zone dangereuse tout au long de la saison et termine dixième. Mais le club ne peut finalement éviter la relégation au terme de la saison 1947-1948, la première de son Histoire. Le club change ensuite sa dénomination en K. Lierse SK en juillet.
Renvoyé en Division 1 pour la première fois depuis 21 ans, le club ambitionne de remonter le plus rapidement possible en Division d'Honneur. Il termine vice-champion dans sa série deux années de suite, d'abord derrière le FC Bruges en 1949, ensuite derrière Beringen l'année suivante. Encore quatrième puis cinquième les deux saisons suivantes, le Lierse est assuré de rester au deuxième niveau national en 1952, quand l'Union Belge décide de réformer les divisions nationales. Des deux séries de Division 1 en vigueur, une seule série est conservée, qui prend le nom de Division 2, dont les deux premiers seront promus en Division 1, nouveau nom du plus haut niveau national.
Le Lierse profite de cette réorganisation dès la saison 1952-1953. À nouveau vice-champion, qui plus est derrière le Lyra, le club peut remonter parmi l'élite nationale après cinq saisons de purgatoire.

### Retour en première division et nouveau titre (1953-1960)
L'équipe qui décroche la montée en première division est bâtie autour de l'arrière gauche Fons Van Brandt, un des rares joueurs à avoir porté le maillot de l'équipe nationale belge en évoluant en deuxième division. La direction du club mène une politique axée sur le recrutement de jeunes joueurs dans les villages environnants, n'ayant pas les moyens de recruter des joueurs confirmés dans les autres équipes de Division 1. Des joueurs comme Maurice Baeten ou Walter Bogaerts, qui deviendront par la suite des icônes du club, sont ainsi recrutés.
En championnat, le Lierse s'installe confortablement en milieu de classement, à l'abri de la zone de relégation. Entre 1954 et 1959, le club termine toujours entre la sixième et la douzième place. Durant cette période, deux joueurs lierrois décrochent le Soulier d'or, la plus importante reconnaissance individuelle en Belgique : Fons Van Brandt en 1955, et Lucien Olieslagers en 1959.
La saison 1959-1960 ne s'annonce guère mieux pour le Lierse, qui perd définitivement Fons Van Brandt avant le début de la saison. Grièvement blessé au genou un an plus tôt, il est incapable physiquement de reprendre sa carrière au plus haut niveau. Mais la jeune équipe enthousiaste du Lierse, emmenée par Lucien Olieslagers et Robert Willems, va surprendre les observateurs. Après avoir perdu son premier match, le club enchaîne huit victoires pour se hisser en tête du classement. Malgré une période plus délicate, durant laquelle l'entraîneur Bert D'Hollander est privé d'autres joueurs de base pour cause de blessures, le club parvient à défendre sa première place. Lors de l'avant-dernière journée du championnat, le Lierse s'impose 3-0 face au RFC Liégeois, et compte alors trois points d'avance sur Anderlecht, avec un seul match à jouer. Le club remporte ainsi son troisième titre de champion de Belgique, 18 ans après le précédent.

### Découverte de l'Europe et première victoire en Coupe (1960-1969)
Grâce à ce titre de champion, le club se qualifie pour la première fois pour une compétition européenne, en l'occurrence la Coupe des clubs champions. Ils tombent dès le premier tour face au FC Barcelone, futur finaliste, qui inflige deux défaites aux lierrois. Le match retour « à domicile » doit d'ailleurs être joué sur le terrain d'Anderlecht, le stade du Lierse n'étant pas aux normes de l'UEFA. Cela pousse les dirigeants à investir dans l'amélioration des infrastructures du club. Un système d'éclairage est installé pour permettre la tenue de matches en soirée, et deux nouvelles tribunes sont construites aux abords du terrain.
Ces investissements empêchent les dirigeants de renforcer l'équipe et de remplacer les départs. À la suite de cela, le club ne confirme pas sa performance en championnat la saison suivante, terminant seulement à la douzième place. Ensuite, le Lierse redevient un club de milieu de classement, à bonne distance des premières places, tout en restant néanmoins à l'abri de la relégation.
Le Lierse décroche un nouveau trophée en 1969 : la Coupe de Belgique, la première de son Histoire. Pour parvenir en finale face au Racing White, le club élimine successivement le Beerschot, le FC Brugeois, l'AS Ostende et l'Union Saint-Gilloise. Le huitième de finale contre Bruges est particulièrement épique. Après un premier match interrompu le 9 avril 1969, il est rejoué une semaine plus tard. Lors de ce deuxième match, le score est toujours de 0-0 après deux prolongations (d'abord deux fois 15 minutes, ensuite deux fois 7 minutes 30, soit un total de 135 minutes de jeu). La séance de tirs au but n'existant pas encore à l'époque, un « replay » est nécessaire pour départager les deux équipes. Joué cette fois sur le terrain de Bruges, le fameux Klokke, les lierrois s'y imposent 1-3 et passent en quarts de finale. La finale de cette édition est également le dernier match sous les couleurs du club de Lucien Olieslagers, qui rejoint à 33 ans le FC Malines, en Division 2.

### Fusion avec le Lyra, le club passe au professionnalisme (1969-1975)
Le Lierse est à nouveau qualifié pour une compétition européenne, cette fois la Coupe des vainqueurs de coupe. Il est battu en huitièmes de finale par le futur vainqueur, Manchester City. Le club conclut les trois saisons suivantes dans la première moitié du classement, avec comme meilleur résultat une quatrième place en 1971, qualificative pour la première édition de la Coupe UEFA. Les joueurs réalisent cette année-là la meilleure campagne de l'Histoire du club, atteignant les quarts de finale. Ils éliminent notamment Leeds grâce à une victoire 0-4 en Angleterre et le PSV Eindhoven, qu'ils battent également 4-0, à domicile cette fois. Ces exploits européens coûtent des points au club en championnat, qui termine septième.
En fin de saison, un événement important a lieu dans la ville de Lierre avec la fusion du Lierse et de son rival de toujours, le Lyra. Victime de problèmes financiers récurrents, ce club avait été relégué en Promotion. L'union des deux clubs est validée le 1er juillet 1972, et le Lierse change son appellation officielle en Koninklijke Lierse Sportvereniging. Dans les faits, rien ne change pour le club, qui conserve son stade, ses couleurs, et son équipe première.
Deux ans après la fusion, le club connaît sa plus mauvaise saison depuis vingt ans. Il termine à la quinzième place, normalement synonyme de relégation en deuxième division. Mais, grâce à l'officialisation du professionnalisme dans le football belge pour la saison suivante, la Division 1 est élargie à 20 clubs, au lieu des 16 en vigueur jusqu'alors. Le Lierse et Saint-Trond, dernier de première division, doivent disputer un tour final avec les clubs classés quatrième et cinquième de Division 2, Winterslag et Eupen, pour assurer leur maintien. Le Lierse le remporte et conserve sa place au plus haut niveau.
Le club dispute donc en 1974-1975 la première saison professionnelle de son Histoire. Il finit le championnat à une honorable septième place. Cette saison marque également les premiers pas d'un des plus grands joueurs du Lierse, Jan Ceulemans.

### Dix saisons de stabilité (1975-1985)
Le Lierse atteint une nouvelle fois la finale de la Coupe de Belgique en 1976, où il rencontre Anderlecht. Les mauves bruxellois l'emportent 4 buts à 0. Anderlecht étant déjà qualifié pour la prochaine Coupe des vainqueurs de Coupe grâce à sa victoire dans cette compétition un mois plus tôt, le Lierse obtient un ticket européen. Après une saison décevante qui les voit finit dixièmes en championnat, et éliminés d'emblée en Coupe de Belgique et en Coupe d'Europe, les joueurs lierrois terminent quatrièmes du championnat 1977-1978, emmenés par Jan Ceulemans, néo-international et véritable fer de lance de l'attaque jaune et noire. Ils se qualifient ainsi pour la prochaine Coupe UEFA, qu'ils disputent sans leur joueur vedette, qui quitte le club au terme de la saison pour rejoindre le FC Bruges.
Après le départ de Ceulemans, les saisons suivantes sont moins bonnes pour le Lierse, qui ne dépasse plus la sixième place, malgré la présence dans l'équipe d'Erwin Vandenbergh, quatre fois meilleur buteur du championnat de Belgique de 1980 à 1983, Soulier d'or 1981, et meilleur buteur européen en 1980.
En 1982, soit dix ans après la fusion avec le Lyra, il reprend son ancienne appellation de Koninklijke Lierse Sportkring. La même année, le départ du buteur vedette n'améliore pas les résultats du club, qui joue contre la relégation durant les trois saisons suivantes, terminant avec quelques points d'avance sur le premier club relégué.

### Nouvelle chute en Division 2, le Lierse mise sur la jeunesse (1985-1994)
Après ces trois saisons décevantes, le Lierse finit par subir une relégation au terme de la saison 1985-1986. Dernier, il est renvoyé en Division 2 pour la première fois depuis 33 ans. La direction du Lierse décide de miser de plus en plus sur les jeunes issus de son centre de formation. Cela ne porte pas directement ses fruits, car l'année suivante, le club réalise la plus mauvaise saison de son Histoire, avec une douzième place, sur seize équipes, et une marge de cinq points sur le premier relégable. Cinquième en 1988, le club se qualifie pour le tour final au goal-average au détriment de Tongres. Dans ce mini-championnat, le Lierse finit avec le même nombre de points qu'Alost, mais le devance également au goal-average. Après deux saisons de purgatoire, le club revient en première division. Parmi les joueurs ayant participé activement à la remontée du club, on retrouve notamment les futurs internationaux Frank Dauwen, Dany Verlinden et Gert Verheyen, les deux derniers quittant le club une fois la promotion acquise.
Pour son retour en première division, le club poursuit sa politique axée sur la jeunesse. Entre 1989 et 1994, plusieurs futurs Diables Rouges font leurs débuts professionnels sous le maillot lierrois : Nico Van Kerckhoven, Dirk Huysmans, Bob Peeters, Karel Snoeckx ou encore David Brocken. Avec ses jeunes, renforcés par le milieu de terrain international norvégien Kjetil Rekdal, le Lierse se maintient aisément en milieu de classement.

### Les années Gerets: dernier titre de champion (1994-1997)
Durant l'été 1994, le Lierse offre à Eric Gerets le poste d'entraîneur. Les résultats ne se font pas attendre. Cinquième en championnat, le club se qualifie pour la prochaine Coupe UEFA, sa première compétition européenne depuis 17 ans. Il y est éliminé dès le premier tour par le Benfica Lisbonne. La saison suivante, le club termine à nouveau cinquième, à seulement un point du troisième. Cette fois, il se qualifie pour la Coupe Intertoto, dont il franchit la phase de poules mais s'incline ensuite en demi-finales.
Pour sa troisième saison à la tête du club, Eric Gerets reçoit de nombreux renforts, avec l'objectif avoué de se qualifier à nouveau pour la Coupe UEFA. C'est ainsi qu'arrivent au Lierse des joueurs confirmés, comme l'ex-international néerlandais Stanley Menzo, l'international polonais Andrzej Rudy, les défenseurs Bart De Roover et Éric Van Meir, et le médian Philip Haagdoren. De nouveaux jeunes se font également une place dans l'équipe, dont notamment Hans Somers, Carl Hoefkens et Jürgen Cavens, tous trois nés en 1978. En fin de saison, avec un noyau dont 14 des 25 joueurs sont issus de son centre de formation, le Lierse décroche à la surprise générale le quatrième titre de champion de Belgique de son Histoire, avec deux points d'avance sur le FC Brugeois.

### Seconde Coupe de Belgique puis déclin et nouvelle relégation (1997-2007)
Après cette performance historique, le club subit un véritable exode de ses meilleurs joueurs. Andrzej Rudy, Dirk Huysmans, Bob Peeters, Bart De Roover, Jan Moons, Karel Snoeckx, Stanley Menzo, et surtout l'entraîneur Eric Gerets s'en vont vers d'autres cieux. Avec une équipe remaniée, le Lierse remporte la Supercoupe de Belgique, et parvient à se qualifier pour la phase de poules de la Ligue des champions la saison suivante. En championnat, le club termine à la septième place, après avoir perdu beaucoup de points en début de saison, les joueurs n'étant pas habitués à jouer des matches de haut niveau durant la semaine.
L'année suivante, le club finit le championnat à nouveau à la septième place. Il se qualifie tout de même pour la prochaine Coupe UEFA grâce à sa victoire en Coupe de Belgique au détriment du Standard de Liège. Quelques semaines plus tard, il remporte une seconde Supercoupe face à Genk. Les derniers cadres champions en 1997 quittent à leur tour le club, et seuls Éric Van Meir et Carl Hoefkens restent encore au Lierse. Une nouvelle fois éliminé au premier tour en Coupe d'Europe la saison suivante, le club termine une nouvelle fois en milieu de classement. Il dispute encore une campagne européenne en 2000-2001 grâce au classement du fair-play, mais ne franchit qu'un tour. En championnat, il termine dans la seconde moitié du classement cette année-là, ainsi que la suivante.
Avec l'arrivée d'Emilio Ferrera comme entraîneur, le Lierse réalise une bonne saison 2002-2003, terminant à la cinquième place. Ce n'est qu'un éclair dans la grisaille, le club retourne en milieu de classement par la suite, terminant onzième puis dixième les deux saisons suivantes. La saison 2005-2006 est entachée par l'Affaire Zheyun Yé concernant des paris truqués, et impliquant plusieurs joueurs du club, ainsi que l'entraîneur Paul Put. Ce dernier est licencié, de même que quatre joueurs, Yves Van Der Straeten, Cliff Mardulier, Laurent Fassotte et Hasan Kacić, ceux-ci ayant avoué avoir arrangé certains résultats du club en championnat. Le club finit la compétition à l'avant-dernière place, et doit passer par le tour final de Division 2 pour assurer son maintien. Il le remporte, et peut ainsi rester en première division.
La saison suivante, le club commence le championnat de manière calamiteuse. Après un nul lors du premier match, il enchaîne neuf défaites, menant au licenciement de l'entraîneur René Trost. Celui-ci est remplacé par l'icône du club Kjetil Rekdal. Le club ne remporte sa première victoire qu'à la dix-septième journée, et compte seulement six points à la mi-saison. Durant le second tour, le club engrange vingt points de plus, et dépasse in extremis Beveren lors de la dernière journée. Dix-septième, le club dispute à nouveau le tour final de Division 2 pour obtenir son maintien. Cette fois, il ne peut l'emporter, et est renvoyé en deuxième division après 19 saisons consécutives au plus haut niveau.

### Rachat par Wadi Degla et remontée en Division 1 (2007-2015)
La relégation en Division 2 n'arrange pas la situation financière déjà délicate du club, certains parlant même de possible faillite à court terme. La commission de contrôle des licences interdit de ce fait au Lierse de transférer, ce qui force le nouvel entraîneur Herman Helleputte à aligner beaucoup de jeunes joueurs. De plus, l'Union Belge sanctionne le club d'une relégation administrative, effective en fin de saison, pour son implication dans l'Affaire Zheyun Yé. Le club se pourvoit en appel et l'emporte quelques mois plus tard, ce qui lui évite de devoir jouer pour la première fois en Division 3. Un accord de rachat est trouvé le 15 novembre 2007 avec la société d'investissement égyptienne Wadi Degla Holding, présidée par Maged Samy. Ce dernier devient le président du club, et éponge ses dettes, ce qui lui permet de lever l'interdiction de transfert lors du mercato hivernal. Après avoir frôlé la zone de relégation en début de championnat, le Lierse termine finalement septième grâce à ses renforts arrivés pendant la trêve.
La saison suivante, le président Samy annonce viser le titre, et renforce l'équipe en conséquence. Il fait notamment signer le buteur canadien Tomasz Radzinski, meilleur buteur du championnat de Belgique en 2001, et quatre joueurs égyptiens. Le club termine deuxième, à cinq points du champion Saint-Trond, et doit passer par le tour final pour tenter de remonter en Division 1. À la suite de la réduction du nombre de clubs en première division pour la saison prochaine, le Lierse doit d'abord disputer un tour préliminaire contre le Red Star Waasland, qu'il remporte, avant de disputer le tour final proprement dit avec l'Antwerp et deux clubs de Division 1, Roulers et Dender. Le club termine troisième de ce tournoi remporté par Roulers, et reste en deuxième division.
À nouveau cité comme un des favoris de la compétition en 2009-2010, le Lierse répond présent et remporte le titre, notamment grâce à une série de dix victoires et trois partages lors des treize dernières rencontres de la saison. De retour au plus haut niveau, le club reste cantonné aux dernières places, malgré des renforts de choix comme le gardien international japonais Eiji Kawashima et l'ancien Diable Rouge Wesley Sonck. Trois entraîneurs différents dirigent l'équipe durant la saison, et bien que de nouvelles recrues arrivent pendant l'hiver, le club lutte pour son maintien jusqu'à la dernière journée de la phase classique du championnat. À égalité de points avec Eupen avant le dernier match, mais avec une victoire de moins, les joueurs obtiennent un nul blanc face au FC Bruges tandis que les germanophones s'inclinent. Le Lierse, sauvé, dispute alors les play-offs 2, où ils terminent deuxième de leur groupe.
La saison 2011-2012 ne commence pas mieux pour les joueurs lierrois, qui sont une nouvelle fois engagés dans la lutte contre la relégation. Après le premier tour, le club est quatorzième, mais ne possède que quelques points d'avance sur les deux derniers. De plus, les problèmes financiers rattrappent le club, dont la masse salariale est trop importante par rapport à ses revenus. Plusieurs joueurs importants de l'équipe sont ainsi proposés à la vente en janvier 2012 pour renflouer les caisses du club, mais finalement aucun ne quitte la chaussée de Lisp. Le club assure son maintien assez facilement, puis termine troisième de son groupe de Play-offs 2.
Lors de la saison 2014-2015, le Lierse lutte pour le maintien, mais ne parvient pas à se maintenir en division 1 malgré avoir remporté les Play-offs 3 face au Cercle Bruges KSV, mais échouant dans le tour final avec les clubs de division 2.

### Retour en Division 2
Pour son retour en division 2, le Lierse termine la saison 2015-2016 à la 7e place, ce qui lui permet de rester dans la future D1B (nouvelle réforme du football en Belgique où seul la D1 et la D2 compteront des clubs professionnels).
Durant la saison 2016-2017, le club finit 1er au classement général mais ne remonte pas en division 1 car, à la suite du nouveau règlement de la D1B, le club n'a remporté aucune des 2 tranches, nécessaires pour participer au tour final pour l'accession en division 1.

### Fin du club
Lors de la saison 2017-18, le club ponctue les deux tours de D1B à la 4e place, et se qualifie pour les playoffs 2 avec les équipes de D1A. Mais sur le plan extra-sportif, le Lierse est en grosses difficultés. L'homme d'affaires égyptien Maged Samy, qui avait permis aux Lierrois d'éviter la banqueroute en 2007 cesse son investissement auprès du club, qui ne parvient pas à trouver de repreneur. Privé de la licence professionnelle, un éventuel repreneur, David Nakhid, qui s'était montré intéressé, choisit de faire marche arrière.
Le 9 mai 2018, le Lierse annonce le dépôt de bilan, et le tribunal du commerce de Malines prononce la faillite effective une semaine plus tard, mettant un terme à un parcours de 112 ans pour le club. Les Pallieters déclarent forfait lors de leurs deux dernières rencontres à domicile contre Waasland-Beveren, et en déplacement à Zulte-Waregem.
Après un rapprochement initié par les supporters avec le club du Lyra (autre club de la ville de Lierre) qui ont formé le club K Lyra-Lierse Berlaar, le club d'Oosterzonen (matricule 3970), évoluant en D1 Amateurs, "absorbe" le Lierse, et prend la dénomination de Lierse-Kempenzonen en juin 2018. Les initiateurs du projet rachètent le logo du Lierse, et remplacent leurs traditionnelles couleurs jaune et rouge par le jaune et noir du matricule 30. Le nouveau club prend également place dans le stade Herman Verpoorten, chaussée de Lisp.

## Palmarès et statistiques

### Trophées
| Compétitions nationales | Compétitions internationales |
| - Championnat de Belgique - Champion (4) - 1932, 1942, 1960 et 1997 - Vice-champion (2) - 1935 et 1939 - Championnat de Belgique de deuxième division - Champion (2) - 1927, 2010 - Vice-champion (5) - 1925, 1949, 1950, 1953 et 2009 - Coupe de Belgique - Vainqueur (2) - 1969 et 1999 - Finaliste (1) - 1976 - Supercoupe de Belgique - Vainqueur (2) - 1997 et 1999 | - Ligue des champions (C1) - Meilleure performance : Phases de groupes (1) - 1998 - Coupe d'Europe des Vainqueurs de Coupe (C2) - Meilleure performance : Huitièmes de finale (1) - 1970 - Ligue Europa (C3) - Meilleure performance : Quarts de finale (1) - 1972 - Coupe Intertoto (C4) - Meilleure performance : Demi-finales (1) - 1996 |
| Compétitions régionales | Tournois saisonniers |
| - Trophée Jules Pappaert : - Vainqueur (1) - 2009 | |

### Participation aux championnats nationaux
Depuis son accession à la Promotion, alors second niveau national, en 1921, le Lierse a toujours évolué dans les deux plus hautes divisions du pays, soit un total de 93 saisons. Il se situe en juin 2016 au treizième rang parmi les clubs belges ayant disputé le plus de saisons en séries nationales, entre Berchem (94 saisons) et Mons (90 saisons).
Au cours de ces 92 saisons, le Lierse en dispute 75 dans la plus haute division nationale. Six clubs seulement en ont disputé plus à ce niveau : l'Antwerp (96), le Standard de Liège (97), le Club de Bruges (95), Anderlecht (85), le Cercle de Bruges (79) et La Gantoise (76).
Le Lierse a remporté quatre titres de champion de Belgique, terminé deux fois vice-champion, et deux fois troisième. En deuxième division, il remporte deux titres, termine cinq fois deuxième, et participe à trois reprises à un barrage ou un tour final pour la montée. Il est promu deux fois sans être champion, la première grâce à sa deuxième place, la seconde via le tour final.
| Niv | Divisions     | Jouées | Titres | TM Up | TM Down |
| --- | ------------- | ------ | ------ | ----- | ------- |
| I   | 1re nationale | 75     | 4      |       | 4       |
| II  | 2e nationale  | 18     | 2      | 2     |         |
| III | 3e nationale  | 0      | 0      |       |         |
| IV  | 4e nationale  | 0      | 0      |       |         |
| V   | 5e nationale  | 0      | 0      |       |         |
|     |               |        |        |       |         |
|     | TOTAUX        | 93     | 6      | 2     | 4       |

- TM Up : test-match pour départager des égalités, ou toutes formes de Barrages ou de Tour final pour une montée éventuelle.
- TM Down : test-match pour départager des égalités, ou toutes formes de Barrages ou de Tour final pour le maintien.

### Parcours européens
La première compétition continentale à laquelle prend part le Lierse est la Coupe des clubs champions européens 1960-1961, où ils sont éliminés dès le premier tour par le FC Barcelone, futur finaliste. Le club doit ensuite attendre neuf ans avant de disputer une nouvelle campagne européenne, cette fois la Coupe des vainqueurs de coupe 1969-1970. Le club franchit le premier tour, étrillant les chypriotes de l'APOEL Nicosie 10-1 au match aller, puis est éliminé par Manchester City, le futur vainqueur.
Deux ans plus tard, le Lierse dispute la Coupe UEFA 1971-1972, où il réalise ses plus belles performances internationales. Opposés aux anglais de Leeds United, les lierrois sont battus 0-2 à domicile au match aller, et peu de monde croit encore en leurs chances avant le match retour. Mais contre toute attente, les Pallieters parviennent à renverser la situation, et s'imposent sur le score de 0-4 à Elland Road. À la suite de cette défaite face à « un petit club belge inconnu », la phrase « Always remember Lierse » reste affichée dans les travées du stade anglais durant plusieurs années, pour rappeler aux joueurs de ne jamais sous-estimer un adversaire apparemment plus faible.
Au tour suivant, le Lierse rencontre le club norvégien de Rosenborg. Battus 4-1 en Norvège, les lierrois forgent un nouvel exploit au retour, et grâce à une victoire 3-0, se qualifient pour les huitièmes de finale à la faveur des buts marqués à l'extérieur. Ils défient ensuite le PSV Eindhoven, et après une courte défaite 1-0 au Philips Stadion, infligent un cinglant 4-0 à leurs adversaires au match retour, et passent ainsi en quarts de finale. L'aventure lierroise s'arrête à ce stade de la compétition face au grand Milan AC, qui l'emporte 2-0 en Italie et obtient le nul 1-1 en Belgique. C'est le meilleur résultat jamais obtenu par le club en coupe d'Europe.
Cinq ans plus tard, le Lierse dispute une nouvelle fois la Coupe des vainqueurs de coupe en sa qualité de finaliste de la Coupe de Belgique remportée par Anderlecht, déjà qualifié pour l'Europe grâce à sa victoire dans la compétition précédente. Il est éliminé dès le premier tour par le Hajduk Split. Le club subit le même sort deux ans plus tard lors de la Coupe UEFA 1978-1979, cette fois des œuvres du Carl Zeiss Iéna.
Après plus de quinze ans sans qualification européenne, le Lierse dispute une nouvelle fois la Coupe UEFA en 1995-1996, où il est éliminé dès son entrée en lice par Benfica. L'année suivante, il participe à la Coupe Intertoto. Le club sort premier de son groupe, mais est ensuite battu par Karlsruhe en demi-finales.
Grâce à son titre remporté en 1997, le Lierse est qualifié pour le tour préliminaire de la prochaine Ligue des champions. Il parvient à éliminer l'Anorthosis Famagouste et se qualifie ainsi pour la phase de groupes. Opposé à Monaco, au Bayer Leverkusen et au Sporting Portugal, le club ne décroche qu'un seul point, à domicile face aux portugais.
Deux ans plus tard, le club est de nouveau qualifié pour la Coupe UEFA, où il est à nouveau éliminé dès le premier tour. Il participe à cette compétition la saison suivante, dont il est éliminé au premier tour par Bordeaux après avoir sorti les Lituaniens de l'Ekranas Panevėžys au tour préliminaire. Le Lierse dispute encore la Coupe Intertoto 2003, où il est battu au troisième tour par les Néerlandais d'Heerenveen. Depuis, le club n'est plus parvenu à se qualifier pour une compétition européenne.
| Compétition                         | Édition   | Tour                 | Adversaire            | Match aller | Match retour | Score cumulé | Résultat                                      |
| ----------------------------------- | --------- | -------------------- | --------------------- | ----------- | ------------ | ------------ | --------------------------------------------- |
| Coupe des clubs champions européens | 1960-1961 | 1er tour             | FC Barcelone          | 2-0         | 0-3          | 0-5          | Éliminé                                       |
| Coupe des vainqueurs de Coupe       | 1969-1970 | 1er tour             | APOEL Nicosie         | 10-1        | 0-1          | 11-1         | Qualifié                                      |
|                                     |           | 2e tour              | Manchester City       | 0-3         | 5-0          | 0-8          | Éliminé                                       |
| Coupe UEFA                          | 1971-1972 | 32es de finale       | Leeds United          | 0-2         | 0-4          | 4-2          | Qualifié                                      |
|                                     |           | 16es de finale       | Rosenborg             | 4-1         | 3-0          | 4-4          | Qualifié grâce aux buts marqués à l'extérieur |
|                                     |           | 8es de finale        | PSV Eindhoven         | 1-0         | 4-0          | 4-1          | Qualifié                                      |
|                                     |           | Quarts de finale     | Milan AC              | 2-0         | 1-1          | 1-3          | Éliminé                                       |
| Coupe des vainqueurs de Coupe       | 1976-1977 | 1er tour             | Hajduk Split          | 1-0         | 3-0          | 1-3          | Éliminé                                       |
| Coupe UEFA                          | 1978-1979 | 32es de finale       | Carl Zeiss Iéna       | 1-0         | 2-2          | 2-3          | Éliminé                                       |
| Coupe UEFA                          | 1995-1996 | 32es de finale       | Benfica Lisbonne      | 1-3         | 2-1          | 2-5          | Éliminé                                       |
| Coupe Intertoto                     | 1996      | Groupe 10            | Vasas SC              | -           | -            | 2-0          | -                                             |
|                                     |           | Groupe 10            | Gaziantepspor         | -           | -            | 1-0          | -                                             |
|                                     |           | Groupe 10            | Trans Narva           | -           | -            | 0-3          | -                                             |
|                                     |           | Groupe 10            | FC Groningue          | -           | -            | 2-1          | Qualifié                                      |
|                                     |           | Demi-finales         | Karlsruhe             | 2-3         | 2-0          | 2-5          | Éliminé                                       |
| Ligue des champions                 | 1997-1998 | 2e tour préliminaire | Anorthosis Famagouste | 2-0         | 3-0          | 3-2          | Qualifié                                      |
|                                     |           | Groupe F             | Bayer Leverkusen      | 1-0         | 0-2          | 0-3          | -                                             |
|                                     |           | Groupe F             | Sporting Portugal     | 1-1         | 2-1          | 2-3          | -                                             |
|                                     |           | Groupe F             | AS Monaco             | 5-1         | 0-1          | 1-6          | Éliminé                                       |
| Coupe UEFA                          | 1999-2000 | 1er tour             | FC Zurich             | 1-0         | 3-4          | 3-5          | Éliminé                                       |
| Coupe UEFA                          | 2000-2001 | Tour préliminaire    | Ekranas Panevėžys     | 0-3         | 4-0          | 7-0          | Qualifié                                      |
|                                     |           | 1er tour             | Girondins de Bordeaux | 0-0         | 5-1          | 1-5          | Éliminé                                       |
| Coupe Intertoto                     | 2003      | 1er tour             | FC Encamp             | 0-3         | 4-1          | 7-1          | Qualifié                                      |
|                                     |           | 2e tour              | Sloboda Tuzla         | 1-0         | 5-1          | 5-2          | Qualifié                                      |
|                                     |           | 3e tour              | SC Heerenveen         | 4-1         | 0-1          | 1-5          | Éliminé                                       |

## Personnalités du club

### Présidents
Le premier président du Lierse est Gerard Quaehaegens, un des fondateurs du club, qui le dirige de 1906 à 1908.
De 2007 à 2018, le club est dirigé par l'homme d'affaires égyptien Maged Samy, qui rachète le club en novembre 2007, succédant à Leo Theyskens.
| Rang | Nom                   | Période   |
| ---- | --------------------- | --------- |
| 1    | Gerard Quaehaegens    | 1906-1908 |
| 2    | Gustaaf Van den Roye  | 1908-1912 |
| 3    | Georges Isaie         | 1912-1919 |
| 4    | Alfons Cuyekens       | 1919-1921 |
| 5    | Gustaaf Haesenbroeckx | 1921-1922 |
| 6    | Jules Geuens          | 1922-1923 |
| 7    | Bernard De Meyer      | 1923-1926 |
| 8    | Gustaaf Thomas        | 1927-1944 |
| 9    | Gustaaf Franckx       | 1945-1952 |

| Rang | Nom                 | Période   |
| ---- | ------------------- | --------- |
| 10   | Raymond Bouwens     | 1952-1964 |
| 11   | Bob Quisenaerts     | 1964-1981 |
| 12   | Willy Van Rijmenant | 1981-1984 |
| 13   | Bruno Cogghe        | 1984-1986 |
| 14   | Patrick Bouwen      | 1986-1988 |
| 15   | Freddy Van Laer     | 1988-2001 |
| 16   | Gaston Vets         | 2001-2005 |
| 17   | Leo Theyskens       | 2005-2007 |
| 18   | Maged Samy          | 2007-2018 |

### Entraîneurs
| Rang | Nom                      | Période   |
| ---- | ------------------------ | --------- |
| 1    | Paul Grumeau             | 1920-1930 |
| 2    | Gyula Turnhauer          | 1930-1936 |
| 3    | György Mály              | 1936-1939 |
| 4    | Médard De Preter         | 1939-1944 |
| 5    | Karel Kiebooms           | 1945-1946 |
| 6    | George Berry             | 1946-1948 |
| 7    | Karel Kiebooms (2)       | 1948      |
| 8    | Hubert D'Hollander       | 1948-1953 |
| 9    | Aleksandar Tarkany       | 1953-1955 |
| 10   | Hubert D'Hollander (2)   | 1955-1961 |
| 11   | René De Vos              | 1961      |
| 12   | Martinus De Graaf        | 1961-1962 |
| 13   | Henri Meert (2)          | 1962-1963 |
| 14   | Gustaaf Van den Bergh    | 1963-1970 |
| 15   | Keith Spurgeon           | 1970      |
| 16   | Robert Willems           | 1970-1971 |
| 17   | Frans de Munck           | 1971      |
| 18   | Auguste Baeten (intérim) | 1971-1972 |
| 19   | János Bédl               | 1972      |
| 20   | Robert Willems           | 1972-1973 |

| Rang | Nom                          | Période   |
| ---- | ---------------------------- | --------- |
| 21   | Auguste Baeten (2) (intérim) | 1973-1974 |
| 22   | Hans Croon                   | 1974-1975 |
| 23   | János Bédl (2)               | 1975-1977 |
| 24   | Gustaaf Van den Bergh (2)    | 1977-1978 |
| 25   | Auguste Baeten (3) (intérim) | 1978-1979 |
| 26   | Ernst Künnecke               | 1979-1981 |
| 27   | János Bédl (3)               | 1981-1982 |
| 28   | Hans Croon (2)               | 1982      |
| 29   | Auguste Baeten (4)           | 1982-1984 |
| 30   | Johan Boskamp                | 1984-1986 |
| 31   | Marcel Vets (intérim)        | 1986-1987 |
| 32   | Walter Meeuws                | 1987-1988 |
| 33   | Dimitri Davidović            | 1988-1989 |
| 34   | Barry Hulshoff               | 1989-1991 |
| 35   | Herman Helleputte            | 1991-1994 |
| 36   | Eric Gerets                  | 1994-1997 |
| 37   | Jos Daerden                  | 1997-1998 |
| 38   | Frank Braeckmans (intérim)   | 1998      |
| 39   | Walter Meeuws (2)            | 1998-2001 |
| 40   | Regi Van Acker               | 2001-2002 |

| Rang | Nom                   | Période   |
| ---- | --------------------- | --------- |
| 41   | Emilio Ferrera        | 2002-2004 |
| 42   | Paul Put              | 2004-2005 |
| 43   | René Trost            | 2005-2006 |
| 44   | Kjetil Rekdal         | 2006-2007 |
| 45   | Herman Helleputte (2) | 2007-2010 |
| 46   | Aimé Antheunis        | 2010      |
| 47   | Éric Van Meir         | 2010-2011 |
| 48   | Trond Sollied         | 2011      |
| 49   | Chris Janssens        | 2011-2012 |
| 50   | Hany Ramzy            | 2012-2013 |
| 51   | Éric Van Meir (2)     | 2013      |
| 52   | Stanley Menzo         | 2013-2014 |
| 53   | Slaviša Stojanovič    | 2014-2015 |
| 54   | Herman Helleputte (3) | 2015      |
| 55   | Olivier Guillou       | 2015      |
| 56   | Younes Zerdouk        | 2015      |
| 57   | Éric Van Meir (3)     | 2015-2017 |
| 58   | Frederik Vanderbiest  | 2017      |
| 59   | William Still         | 2017      |
| 60   | David Colpaert        | 2017-2018 |

### Anciens joueurs importants
- Maurice Baeten
- Walter Bogaerts
- Yoni Buyens
- Hans Somers
- Jürgen Cavens
- Fons Van Brandt
- Jan Ceulemans
- Jean-Marie Pfaff
- Carl Hoefkens
- Stein Huysegems
- Nico Van Kerckhoven
- Éric Van Meir
- Wesley Sonck
- Erwin Vandenbergh
- Bernard Voorhoof
- Tomasz Radzinski
- Pascal Miézan
- Arouna Koné
- Rachid Bourabia
- Joan Capdevila
- Tony Vairelles
- Jahn Ivar Jakobsen
- Kjetil Rekdal
- Marius Mitu
- Eiji Kawashima
- Archie Thompson
- Ramy Bensebaini
- Romelu Lukaku

#### Joueurs du Lierse récompensés à titre individuel
Cinq joueurs différents ont été meilleur buteur du championnat de première division belge entre 1932 et 1982. Parmi eux, Erwin Vandenbergh l'a été trois fois consécutivement. Ce dernier est également Soulier d'or européen en 1981.
Trois joueurs du club sont élus Soulier d'or alors qu'ils portent le maillot du Lierse : Fons Van Brandt, Lucien Olieslagers, et à nouveau Erwin Vandenbergh.
| Meilleur buteur       | - Bernard Delmez en 1932 - Bernard Voorhoof en 1940 (compétition arrêtée) - Jules Van Craen en 1943 - Hans Posthumus en 1976 - Erwin Vandenbergh en 1980, 1981 et 1982 |
| Soulier d'or belge    | - Fons Van Brandt en 1955 - Lucien Olieslagers en 1959 - Erwin Vandenbergh en 1981                                                                                     |
| Soulier d'or européen | - Erwin Vandenbergh en 1981 |

## Structures

### Stade
À sa création, le Lierse s'installe sur un terrain dans le quartier du Kloosterheide. En 1912, il déménage vers le quartier des Molekens, où i joue jusqu'en 1925. Pour être à la mesure de ses ambitions de monter en Division d'Honneur, la direction du club entame la construction d'un véritable stade, dans le quartier du Lisp. Depuis lors, le club n'a plus quitté son écrin, qui compte aujourd'hui 14 538 places, dont 10 227 assises.

### Finances

#### Budget
Pour la saison 2012-2013, le Lierse possède un budget aux alentours des 7 millions d'€. C'est l'un des plus petits budgets au sein de l'élite belge.

#### Sponsors
Le premier sponsor officiel du Lierse à apparaître sur les maillots des joueurs est la société de conceptions d'autobus Van Hool, en 1966. La collaboration dure sept ans, suivie de deux saisons de sponsoring par Breitex, un fabricant de chaussettes, la première saison, et Miniflat, une entreprise de construction de verandas, la seconde. En 1975, le Lierse entame un partenariat avec la chaîne de magasins d'habillement C&A. Cette alliance dure treize ans, et reste encore à ce jour le plus long sponsoring pour le club.
À partir de 1988, plusieurs entreprises vont se succéder comme sponsor principal. Ainsi, JVR l'est pendant un an, Monti pendant deux ans, et Telefusion pendant trois. En 1995, le constructeur automobile coréen Daewoo devient le premier partenaire pour trois saisons. La société de crédit Krefima le remplace ensuite, et le reste jusqu'en 2006, avec une interruption de deux ans entre 2002 et 2004 où le groupe LG apparaît sur les maillots lierrois.
À la suite de l'Affaire Zheyun Yé, la société néerlandaise retire son sponsoring, et laisse la place au voyagiste Vacansoleil. Un an plus tard, la marque de mode masculine Bomeq devient sponsor principal pour une saison. Après le rachat du club par Maged Samy en novembre 2007, celui-ci remplace le sponsor par sa société Wadi Degla dès juin 2008, qui est toujours en place en 2012
| Début | Fin  | Partenaire |
| ----- | ---- | ---------- |
| 1966  | 1973 | Van Hool   |
| 1973  | 1974 | Breitex    |
| 1974  | 1975 | Miniflat   |
| 1975  | 1988 | C&A        |
| 1988  | 1989 | JVR        |
| 1989  | 1991 | Monti      |
| 1991  | 1994 | Telefusion |

| Début | Fin      | Partenaire  |
| ----- | -------- | ----------- |
| 1995  | 1998     | Daewoo      |
| 1998  | 2002     | Krefima     |
| 2002  | 2004     | LG Group    |
| 2004  | 2006     | Krefima     |
| 2006  | 2007     | Vacansoleil |
| 2007  | 2008     | Bomeq       |
| 2008  | en cours | Wadi Degla  |

## Autres équipes

### Équipe féminine
Le Lierse ouvre une section féminine en 2006, bein après les autres clubs belges qui disposent d'une équipe de femmes depuis les années 1970 pour certains. En 2010, le club absorbe le Koninklijke Vlimmeren Sport, un club féminin présent en première division depuis cinq ans, et prend sa place dans la compétition, sous le nom de WD Lierse SK.